# Kakashi Gaiden
Kakashi Gaiden är en spinoff-manga baserad på Naruto av Masashi Kishimoto. Kishimoto publicerade miniserien i den japanska Shonen Jump när första delen av Naruto blev klar. Kakashi Gaiden är kapitlen 239-244. Kakashi Gaiden avslöjar även Kakashis bakgrund och om hur han fick Sharingan fast han inte var en Uchiha. Man får också se när Obito Uchiha förändrar Kakashis liv genom sitt tal: "Den som bryter en regel i ninjornas värld blir kallad för skräp... Men den som inte bryr sig om sin kamrat är ännu värre skräp". 

## Handling
Kakashi Gaiden handlar om den 12-åriga Kakashi Hatake som utför ett uppdrag tillsammans med sitt team, Obito Uchiha och Rin. Man får även se en glimt av Yondaime (Fjärde Hokagen) när han var vid liv. Det är det tredje ninjakriget och Kakashi som nyss har blivit en Jonin blir den nya kaptenen i sitt tremannateam istället för Yondaime som var deras sensei. De får instruktioner av Yondaime att de ska förstöra en bro som tillåter Stenlandet att få livsmedel och att han skulle avleda fienderna så att Kakashis team fick chansen att förstöra bron.
Uchiha Obito dör när hans högra sida av kroppen krossas av stenar. Innan han dör ber han Rin, läkarninjan i teamet, att operera ut hans vänstra öga och ge det till Kakashi. Det var så Kakashi fick Sharingan, fastän han inte alls tillhör Uchiha-klanen. Innan Obito dog var Kakashi bestämd och allvarlig av sig, och han var ofta dum mot Obito och nedvärderade honom. Men efter att Obito dött så förändrades han och började ta efter sin vän.
Många har sagt att Tobi i Akatsuki egentligen är Obito Uchiha, vilket nu visat sig stämma. Hans partner Uchiha Madara, en av de mäktigaste ninjorna i Uchiha-klanen.